# 古阿姆民主和经济发展组织
古阿姆民主和经济发展组织，简称古阿姆集团，英文原名民主和经济发展组织（Organization for Democracy and Economic Development），西里尔字母缩写为ГУАМ，拉丁字母缩写为GUAM，是由格鲁吉亚、乌克兰、阿塞拜疆、摩尔多瓦4个国家组成的区域性集团。
原名ГУУАМ（GUUAM），为5个前苏联加盟共和国國名──格鲁吉亚（Грузия））、乌克兰（Украина）、乌兹别克（Узбекистан）、阿塞拜疆（Азербайджан）、摩尔多瓦（Молдавия）俄语国名第1个字母的縮寫，自前成员乌兹别克于2005年5月正式退出後，名稱去掉「Узбекистан」一詞，改名为ГУАМ。古阿姆集团的成立得到了美国支持、鼓励，是抗衡俄罗斯在该区域影响力的重要组织，可以视为經濟版的“北約”。

## 成员
- 现有成员：
  -  （1997，G）
  -  乌克兰（1997，U)
  -  （1997，A)
  -  摩尔多瓦（1997，M）
- 前成员：
  -  （1999、2005年退出）

## 组织结构
- 每年在乌克兰雅尔塔举行的成员总统会议被认为是集团的最高权力机构。
- 执行主体是古阿姆集团成员国外交部部長理事会。
- 工作主体是由每个成员国家派出的协调员组成的协调委员会。
- 总部于2009年2月26日于乌克兰基辅成立。
- 由八個工作小組组成，分別主管電力工程、交通、經濟貿易、通訊傳播和資訊情報、文化、科教、旅遊、反恐、非法毒品交易和有組織犯罪。

## 備註
1. ↑  喬治亞語羅馬化：demok'rat'iisa da ek'onomik'uri ganvitarebis organizatsia suami
2. ↑  烏克蘭語羅馬化：HUAM Orhanizatsiia za demokratiiu ta ekonomichnyi rozvytok